# Alkibiadész
Alkibiadész (teljes nevén: Alkibiadész, Kleiniász fia, a Szkambonidai démoszból; ógörögül Ἀλκιβιάδης; kb. i. e. 450 – i. e. 404), athéni államférfi és hadvezér, aki a peloponnészoszi háborúban játszott jelentős szerepet.
Alkibiadész arisztokrata családban született, és amikor korán árvaságra jutott, rokona, Periklész vállalta fölötte a gyámságot. Már fiatalon kicsapongó életmódot folytatott; ezirányú hajlamait barátja, Szókratész igyekezett mérsékelni, akivel több hadjáraton együtt vett részt, és kölcsönösen megmentették egymás életét. Amikor politikai pályára lépett, a háborús pártot erősítette, szemben a Spártával békét kötő Nikiasz békepolitikájával. Nagy befolyásra tett szert, Athén sztratégoszává (fővezérévé) is megválasztották. Ő volt az egyik kezdeményezője a Szicília meghódítására irányuló hadjáratnak, majd megválasztották az expedíciós haderő egyik parancsnokává. Röviddel a flotta elindulása előtt szentséggyalázással, később államellenes összeesküvéssel vádolták meg, ezért visszahívták Szicíliából. Alkibiadész a hamis vádak elől Spártában keresett menedéket és tanácsaival jelentős előnyhöz juttatta a spártaiakat hazájával szemben. Miután elcsábította, és teherbe ejtette Agisz király feleségét, a bosszú elől az egyik kis-ázsiai perzsa helytartóhoz menekült. Miután az oligarchikus párt az athéni kormányzatot államcsínnyel megbuktatta, visszatért hazájába, bár magába a városba csak évekkel később lépett be, miután a flotta parancsnokaként fényes sikereket ért el Spárta ellen. Győzelmei miatt túlzott elvárásokat támasztottak vele szemben, és egy vereség után (ahol az ütközetben maga Alkibiadész nem is vett részt, csak az általa kinevezett parancsnokhelyettes) gondatlansággal vádolták a népgyűlés előtt, és megfosztották sztratégoszi címétől. Alkibiadész ezután trákiai birtokára húzódott vissza, és egy alkalommal tanácsot is adott a közeli tengerparton tábort ütő athéni flottának. Tanácsát nem fogadták meg, és az ezt követő katasztrofális aigoszpotamoi csatában Athén elvesztette teljes tengeri haderejét. A háborút emiatt megnyerő Spárta elől ismét egy kis-ázsiai perzsa helytartó védnöksége alá helyezte magát, aki azonban teljesítette a spártaiak kérését és katonáival meggyilkoltatta Alkibiadészt.

## Ifjúsága

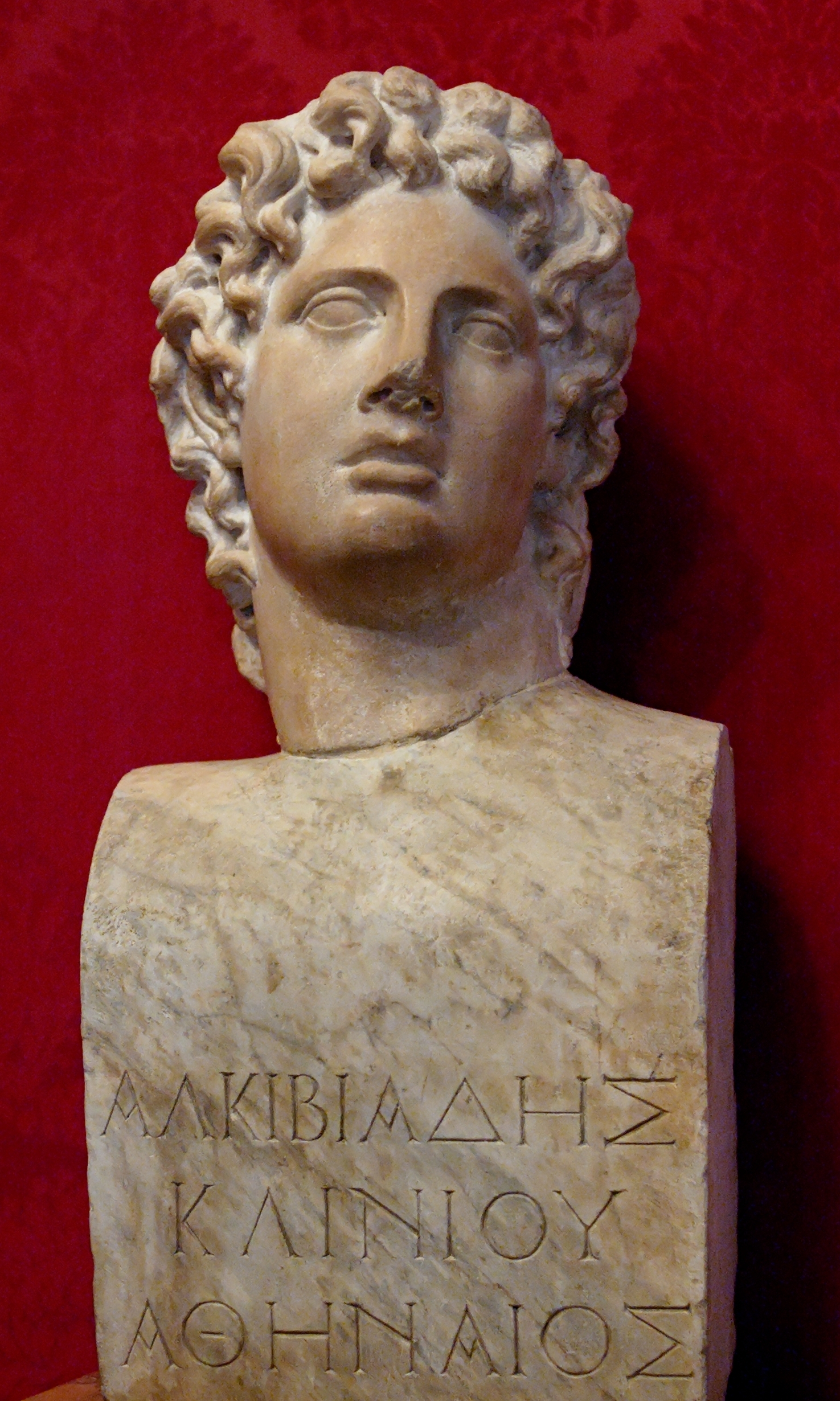
Alkibiadész állítólagos ifjúkori mellszobra

Alkibiadész Athénban született, i. e. 450 körül. Apja Kleiniasz volt, aki a saját költségén felszerelt háromevezősoros hajón harcolt a perzsák ellen az artemiszioni tengeri csatában. Apja családjának régi vendégbaráti kapcsolatai voltak a spártai arisztokráciával, az Alkibiadész név is spártai eredetű. Anyja, Deinomakhé az egyik legnevesebb arisztokrata családhoz, az Alkmaiónidákhoz tartozott, amely egészen Aiaszig tudta visszavezeti eredetét. Rokonságába tartozott Periklész is, akinek anyai nagyapja és Alkibiadész dédapja testvérek voltak. Apja i. e. 447-ben a boiótok ellen vívott koróneiai csatában elesett, a gyermekkorú Alkibiadész fölötti gyámságot pedig Periklész és fivére, Ariphrón vállalta magára. Ismert dajkája, egy Amükla nevű spártai nő, nevelőjét pedig Zópürosznak hívták.
Plutarkhosz szerint ifjú- és felnőttkorában is kitűnt testi szépségével. Némileg selypítve beszélt, ami azonban csak fokozta vonzerejét. Már fiatalon számos rajongó vette körül, akik elhalmozták dicséretekkel és bókokkal; nemcsak kicsapongó életmódra buzdították, hanem Periklészhez hasonlítva őt felkorbácsolták politikai dicsvágyát is. Egy történet szerint egyszer elment Periklészhez, hogy beszéljen vele, de az nem fogadta, mert az athéni népnek tartandó beszámolóján dolgozott. „Nem volna-e jobb – kérdezte Alkibiadész –, ha arra lenne gondja, hogy egyáltalában ne adjon számot az athéniaknak?” Alkibiadész legjobb barátja azonban mégis Szókratész volt (állítólag csak tőle tartott, mindenki mást lenézett), aki igyekezett ellensúlyozni a jellemét érő negatív hatásokat, erkölcsös életre buzdította és elvonszolta őt a lakomákról. Iszokratész szerint azonban Alkibiadész nem volt Szókratész tanítványa, csak azért terjesztették ezt, hogy befeketítsék Szókratészt nevelési kudarcával.

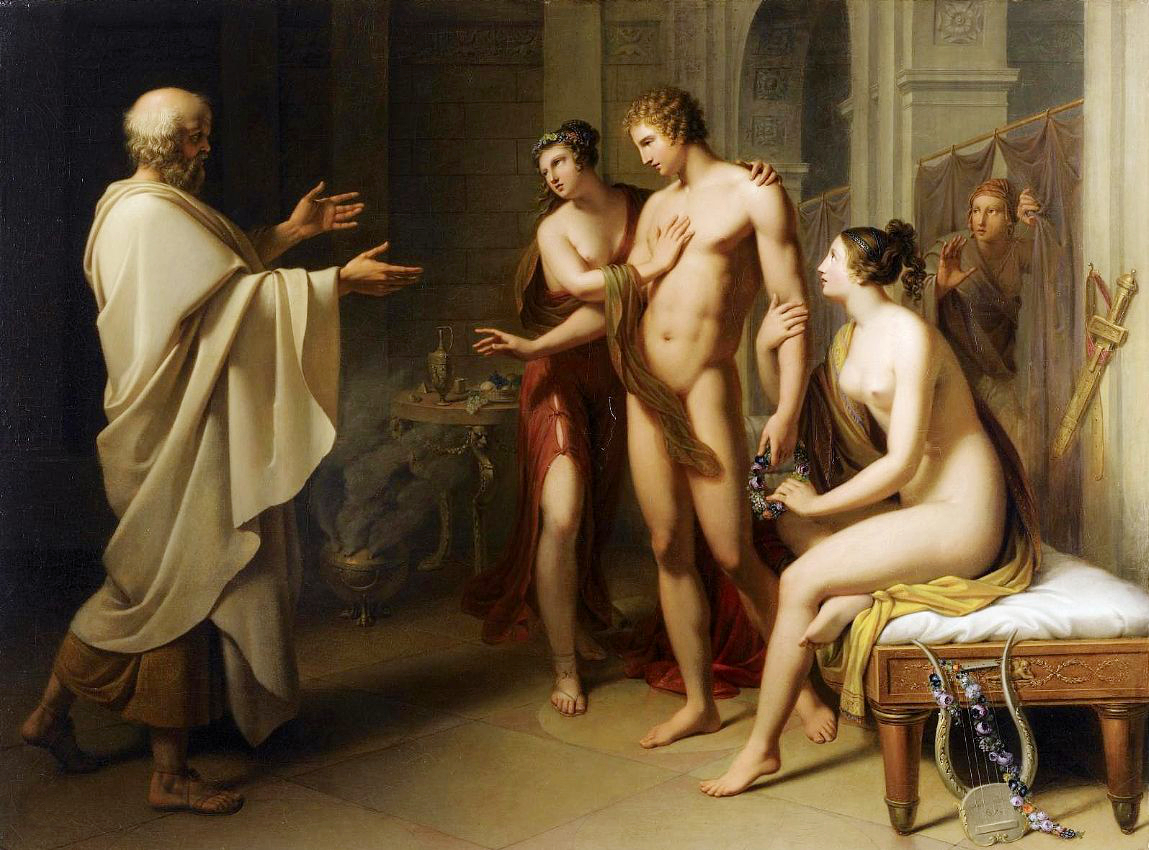
Az Alkibiadészt korholó Szókratész (Anton Petter képe)

I. e. 432-ben Szókratésszel együtt részt vett a poteidaiai hadjáratban, ahol egy sátorban aludtak, és egymás oldalán harcoltak. Az egyik ütközetben megsebesült, és Szókratész mentette meg az életét. Nyolc évvel később, i. e. 424-ben a vesztes délioni csata után a lovas Alkibiadész segítette a gyalogos Szókratész menekülését (Antiszthenész szerint azonban itt is Szókratész mentette meg őt.)
Egy alkalommal Alkibiadész fogadásból ököllel arcon ütött egy Hipponikosz nevű gazdag és előkelő férfit. Másnap azonban elment a házába azzal, hogy büntesse meg tetszése szerint. Hipponikosz azonban megbocsátott neki, sőt később hozzá adta feleségül a lányát, Hipparetét, akinek hozománya jelentősen megnövelte Alkibiadész addig sem jelentéktelen vagyonát. Hippareté erényes nő volt, aki szerette a férjét, de amikor Alkibiadész nyíltan hetérákkal folytatott viszonyt, otthagyta őt, és fivéréhez, Kalliaszhoz költözött. Hippareté az arkhón előtt beadta válási keresetét, de ekkor megjelent Alkibiadész, és kézen fogva hazavitte a feleségét (erre a törvény szerint joga volt). Két gyermekük született, egy Alkibiadész nevű fiú és egy lány. Hippareté fiatalon halt meg, amikor férje éppen úton volt Epheszoszba.
Dicsvágyó jellemét mutatja, hogy az i. e. 416-os olümpiai játékokra egyszerre hét fogattal nevezett be, amit sem addig, sem később senki más nem engedett meg magának. Kocsijai elnyerték az első, második és negyedik helyezést.

## Politikai pályafutása

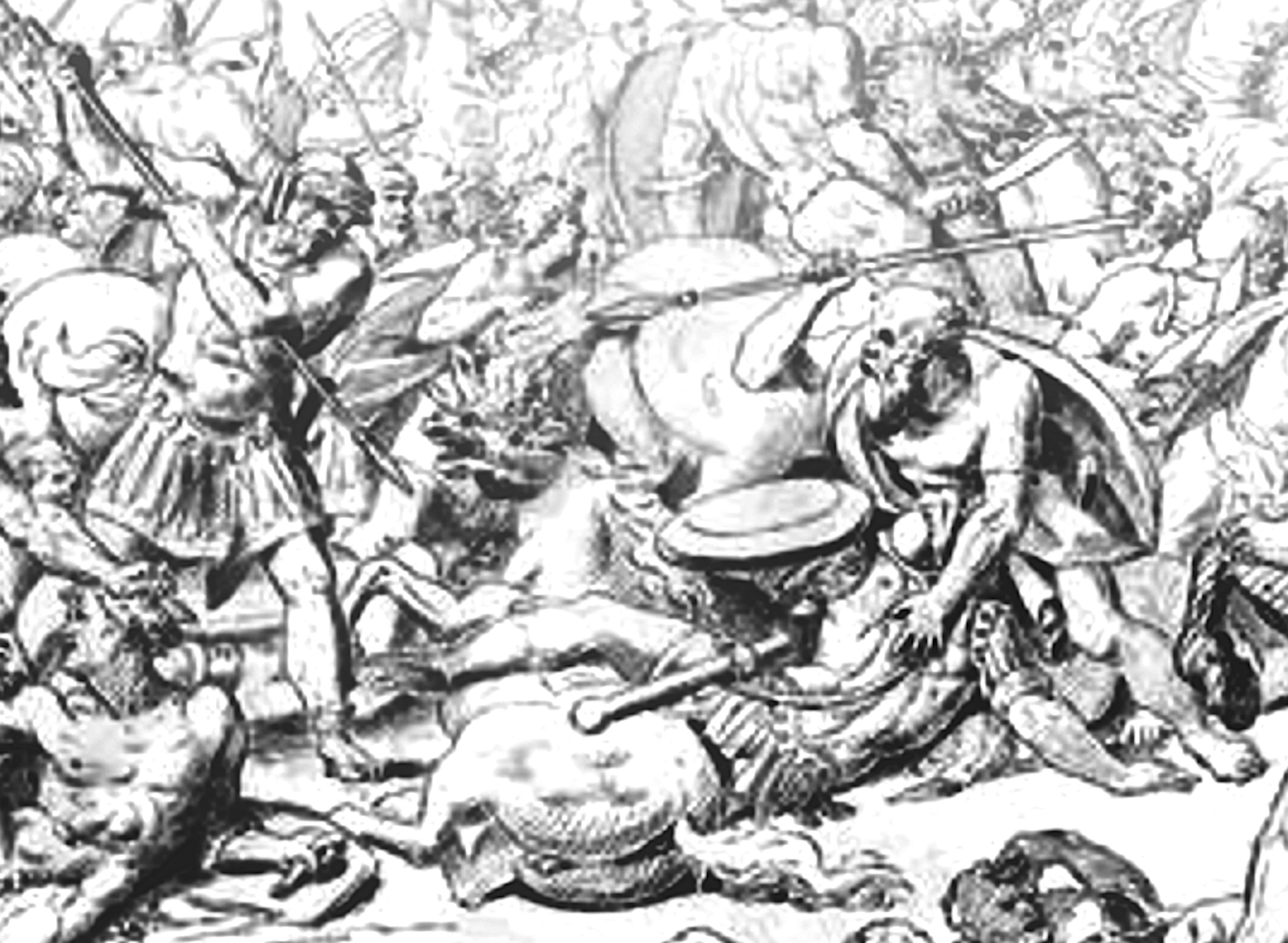
Szókratész megmenti Alkibiadészt a poteidaiai csatában (1788-as metszet)

Első közéleti fellépésére véletlenül került sor, amikor az agorán áthaladva a népgyűlés közelében ment el, ahol nagy lárma közepette pénzfelajánlást tartottak. Alkibiadész is felment az emelvényre és felajánlott egy nagyobb összeget, amit a nép nagy tapssal és kiáltozással fogadott. Ekkor az Alkibiadész köpenye alatt vitt fürj elszabadult, és az athéniak egymással versengve segítettek neki elfogni. Hamarosan a politikai pálya minden kapuja kitárult előtte előkelő származása, gazdagsága és a csatamezőn mutatott bátorsága miatt. Kiváló szónoknak bizonyult, később Démoszthenész is ezt állította róla.
Amikor Alkibiadész a politika porondjára lépett, egyetlen jelentős vetélytársa akadt: a neves hadvezér Nikiasz, aki ekkor már idősebb férfi volt. Nikiasz szervezte meg a peloponnészoszi háború egy köztes, hétéves szakaszának lezárását, amikor sikerült békét kötnie Spártával (amelyet ezért Nikiasz békéjének is hívtak). Plutarkhosz szerint Alkibiadészt nagyon bántotta, hogy Nikiaszt az ellenség csodálja, honfitársai pedig tiszteletben tartják, ezért puszta rosszindulatból szervezkedni kezdett, hogy az athéniak szegjék meg a békefeltételeket. Titokban felvette a kapcsolatot az argosziakkal, akik a spártaiak szövetségesei voltak, de féltek tőlük, és gyűlölték őket. Alkibiadész bátorította őket, hogy inkább Athénnal szövetkezzenek. Amikor a spártaiak Panaktont a békeszerződés előírása szerint nem épen, hanem lerombolva szolgáltatták vissza, tovább szította az athéniak felháborodását. Ezután Spártából követek érkeztek, hogy tisztázzák a vitás ügyeket. Alkibiadész egy nappal hivatalos fogadásuk előtt titokban beszélt velük, és rávette őket, hogy tagadják le, hogy teljes döntési felhatalmazással érkeztek, nehogy a nép túlzó követeléseket támasszon velük szemben. Másnap a népgyűlés előtt, amikor a követek úgy nyilatkoztak, hogy nincs teljhatalmú felhatalmazásuk, Alkibiadész nagy hangon rájuk támadt, megbízhatatlannak és tisztességtelennek nevezte őket, akik csak rabolják a népgyűlés idejét. Ezáltal a megegyezést lehetetlenné tette, Nikiasz pedig megszégyenült békepolitikájával.
Ezt követően Alkibiadészt megválasztották sztratégosszá és ebben a minőségében szövetséget kötött Argosszal, Mantineiával és Élisszel. I. e. 418-ban azonban a szövetség vereséget szenvedett a mantineiai csatában Spártától és szövetségeseitől.

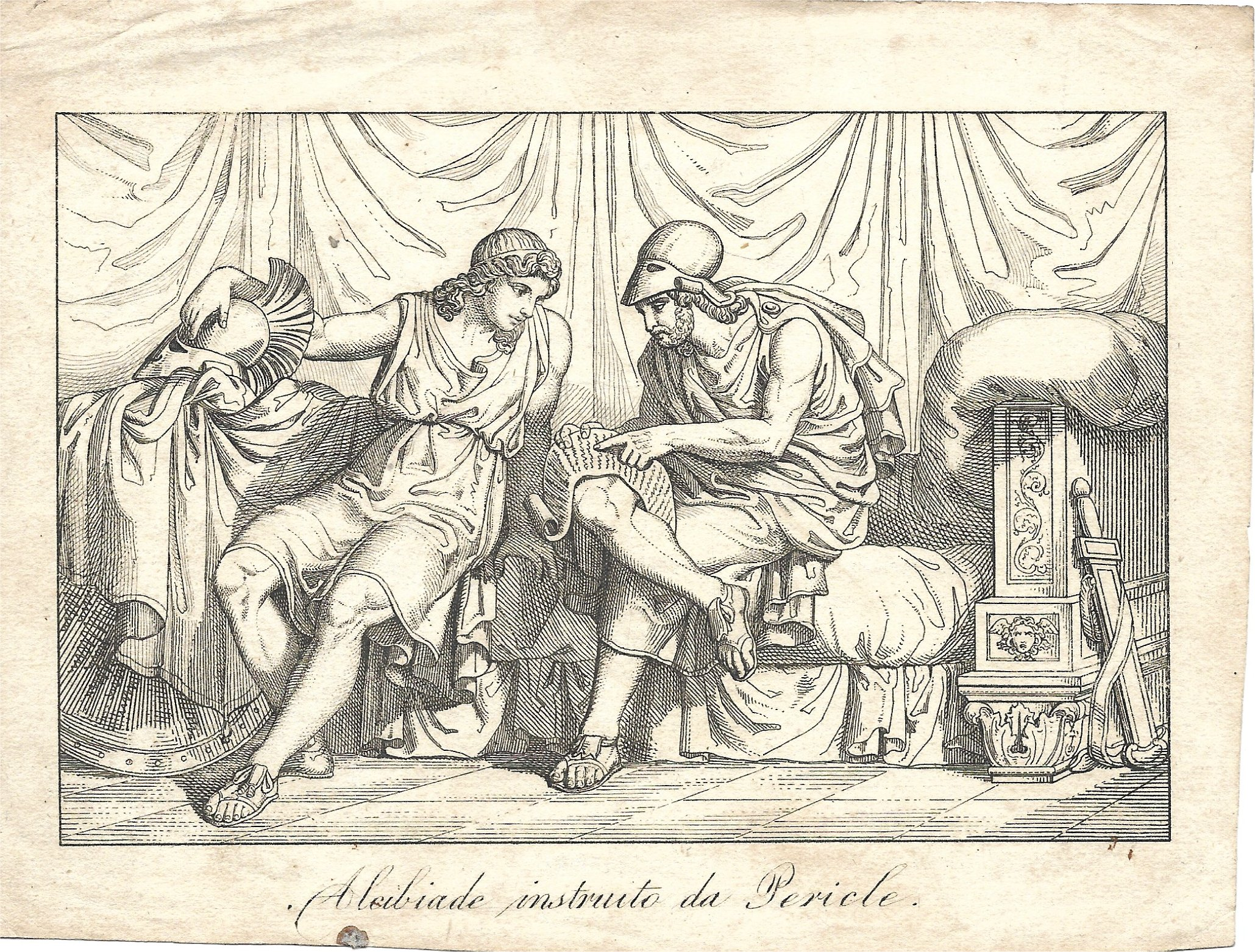
Periklész Alkibiadészt tanítja

Valamikor i. e. 415-416 körül egy Hüperbolosz nevű, viszonylag jelentéktelen demagóg cserépszavazást (osztrakiszmoszt) kezdeményezett, hogy vagy Alkibiadészt, vagy Nikiaszt száműzzék Athénból. A két politikus azonban egyesítette erőit, és sikerült Hüperbolosz ellen fordítaniuk a szavazást, akit azonmód száműztek. Ez volt az első eset, hogy nem egy jelentős államférfit űztek el a városból ilyen módon. Alkibiadész nem vett részt abban a hadműveletben, amikor i. e. 416–415-ben az athéniak elfoglalták Méloszt, lemészárolták valamennyi férfilakosát, a nőket és gyerekeket pedig eladták rabszolgának, de később szemére hányták, hogy megszavazta a népgyűlés erre vonatkozó határozatát. Az egyik méloszi nőt ágyasaként befogadta a házába, és tőle született gyerekét felnevelte.
Politikai eredményei, szónoki képességei, gazdag adományai, az általa rendezett nyilvános ünnepségek népszerűvé tették, másrészt azonban sok ellenséget szerzett fényűző és kicsapongó életmódjával, részegeskedéseivel és orgiáival. Plutarkhosz leírása szerint nőies elpuhultsággal öltözködött, földig érő bíborköntöst hordott és háromevezősoros hajóján a szokástól eltérően nem a deszkán aludt, hanem kényelmes fekvőhelyet készíttetett magának. Aranylemezekkel borított pajzsán nem Athén címerét, hanem a kezében villámokat tartó Erószt tüntette fel. Agatharkhosz festőt elvitette magához, bezárta a házába, és addig nem engedte ki, amíg szobáit fel nem ékesítette, bár aztán gazdagon megjutalmazta. Egy Taureasz nevű férfit megpofozott, mert egy másik kórus kiállításával veszélyeztette az ő győzelmét. Arkhesztratosz mondta róla, hogy Görögország nem bírna el két Alkibiadészt.

## A szicíliai hadjárat

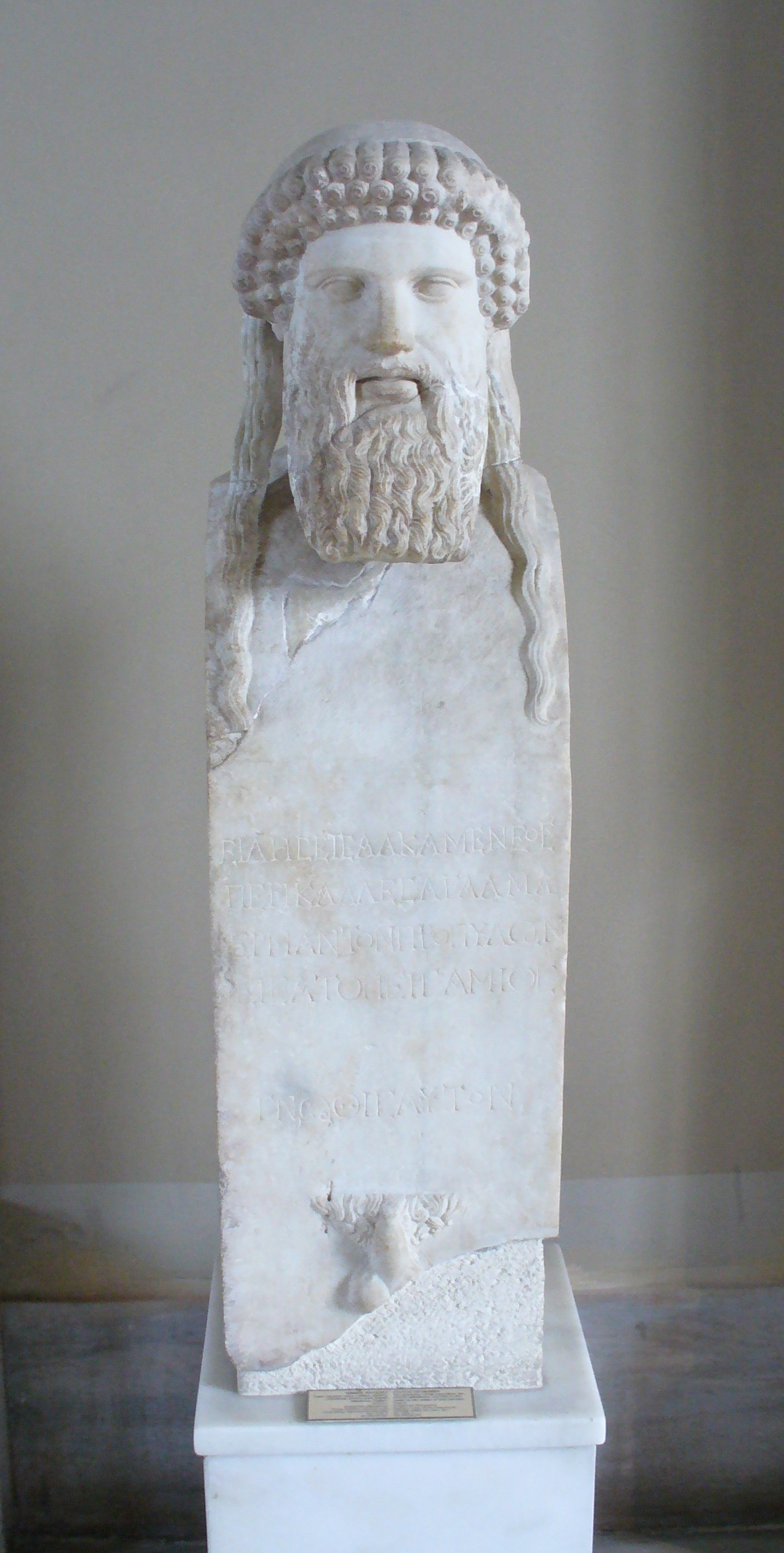
I. e. 5. századi athéni herma római másolata

Az athéniak korábban is rendszeresen segítették kisebb csapatokkal szicíliai szövetségeseiket, ha azok más városokkal konfliktusba keveredtek. I. e. 415-ben Szegeszta kérte a segítségüket, és felmerült, hogy egész Szicíliát az uralmuk alá kellene vonni. Alkibiadészt fellelkesítette az ötlet, tüzelte a polgárságot. Reményei szerint a sziget meghódítása még gazdagabbá tenné a várost, és erősítené őket a Spárta elleni harcban. Úgy vélte, hogy ottani szövetségeseikkel könnyen le tudnák győzni terveik fő akadályát, Szürakuszait és ha Szicíliát elfoglalták, akkor onnan továbbléphetnének Karthágó, sőt akár egész Líbia felé. Kalandor terveinek fő ellenlábasa Nikiasz volt, aki túlságosan kockázatosnak és drágának tartotta a vállalkozást. A népgyűlés azonban megszavazta az inváziót, és annak vezérévé Alkibiadészt és – hogy józanságával ellensúlyozza az ő forrófejűségét – Nikiaszt választották. Ő, látva, hogy nem bújhat ki a feladat alól, a korábbi szerényebb terveket elvetette és jelentősen megnövelte az igénybe vett hajóhadat és hadsereget is. Az addigi 60 hajó helyett 140-et vitt magával, valamint 5100 hoplitát és 1300 könnyűfegyverzetű gyalogost, íjászt és parittyást.
A hajóhad indulását rossz ómenek kísérték. Ekkor tartották Adónisz ünnepét, amikor az asszonyok halottak szobrait helyezték ki városszerte, és gyászszertartásokat játszottak el. Az egyik éjszaka Athén legtöbb hermájának (olyan rituális férfiszobrok, amelyeken csak a fejet és a péniszt dolgozták ki, és többnyire Hermészt ábrázolták) arcát szétverték. A szentségtörést eleinte részeg randalírozás számlájára írták, de aztán Androklész, Alkibiadész ismert ellensége nem túlságosan hiteles tanúkat vonultatott fel, akik szerint Alkibiadész és barátai zúzták szét a szobrokat, és papoknak öltözve kigúnyolták az eleusziszi misztériumokat. Alkibiadész azonnali lehetőséget követelt a védekezésre, de ellenfeleinek szónokai úgy érveltek, hogy a hadsereg nem állhat, amíg a bírósági eljárás lezajlik, ezért majd akkor vonják felelősségre, miután a hadjáratról visszatért. Alkibiadész fővezéri tekintélyét jelentősen csorbította, hogy egy függőben lévő szentségtörési eset várt rá visszatértekor, de kénytelen volt elfogadni a népgyűlés határozatát, amely a hadjárat azonnali megindítását követelte.
A flotta elhajózott Itáliába, elfoglalta Rhégiont, majd Alkibiadész előterjesztette haditervét, amelyet Nikiasz ellenzett, de a sereg másik vezére, Lamakhosz jóváhagyott; így átkelt Szicíliába, és megszállta Katanét. Eközben Athénban ellenségei azt kezdték terjeszteni, hogy a hermák megcsonkítása és a misztériumok megszentségtelenítése egy összeesküvés része, melynek célja az athéni kormányzat megdöntése volt. Mindenkit bebörtönöztek, aki belekeveredett az ügybe. Egyikük, Andokidész, az ismert szónok, hogy saját magát mentse, beismerő vallomást tett. Az athéni törvények szerint így őt szabadon engedték, azokat viszont, akikre terhelő vallomást tett, kivégezték. Köztük volt Alkibiadész is, akit sürgősen visszahívtak Szicíliából. Amikor megkapta az üzenetet, engedelmesen követte a hírvivőt, azonban Thurioi kikötőjében megszökött. Távollétében Athénban halálra és teljes vagyonelkobzásra ítélték, valamint kimondták, hogy minden papnak és papnőnek ki kell őt átkoznia.
Mielőtt még otthagyta volna az inváziós hadsereget, Alkibiadész tett róla, hogy megnehezítse utódai dolgát. Figyelmeztette a Szürakuszaiban élő barátait, hogy a messzénéiek egy része Athén-párti és át akarják adni a várost. Akciójukat így időben meg tudták hiúsítani, és a város nem került harc nélkül Nikiasz kezére.

## Szökése Spártába
Elítélésének híre már Argoszban érte Alkibiadészt, majd tartva itteni ellenségeitől, menedékjogot kért Spártától, ígérve, hogy nagyobb szolgálatot tesz nekik, mint amennyit ártott, amikor ellenségük volt. Spárta teljesítette a kérését.
Alkibiadész egyik első dolga volt, hogy rávette a spártaiakat, küldjenek segítséget Szürakuszainak. Javasolta, hogy amíg az athéni haderő le van kötve Szicíliában, támadják meg őket Attikában, valamint erődítsék meg az Athéntól mindössze 15 km-re északra fekvő Dekeleiát. Utóbbival a spártaiak elvágták a várost a környék élelmiszer-ellátásától és az ezüstbányák jövedelmétől. Athén teljes ellátása így a tengeri kereskedelmen múlt, ami néhány évvel később súlyos következményekkel járt.
Viselkedésével, külsejével is alkalmazkodott vendéglátóihoz. Korábbi életstílusát teljesen elvetette, rövidre nyíratta haját, hideg vízben fürdött, árpakenyéren és fekete levesen élt, mint egy született spártai. Ezzel és hasznos tanácsaival nagy megbecsülést szerzett, amit aztán eljátszott, amikor elcsábította, és teherbe ejtette II. Agisz király feleségét, Timaiát. A nőnek fia született, Leótükhidész, akit Agisz nem ismert el fiának, mert előzőleg tíz hónapig távol volt feleségétől (először egy földrengés okozta rossz ómen miatt, majd hadjáraton vett részt).
Miután az athéni expedíció Szicíliában elbukott, a hadsereg pedig odaveszett, addigi szövetségeseik, Khiosz, Leszbosz és Küzikosz követségeket küldtek Spártába, tárgyalni esetleges elpártolásukról. Alkibiadész tanácsára Spárta elsősorban a khiosziaknak küldött segítséget. Alkibiadész maga is a szigetre utazott, és sikerült is majdnem egész Ióniát fellázítania, és a spártaiakat segítve nagy károkat okozott az athéniaknak. Agisz és a sikereire féltékeny spártai arisztokrácia azonban már kereste a módját, hogy megszabaduljanak tőle. Miután legfőbb támogatója, Endiosz ephorosz meghalt, a király rávette az arkhónokat, hogy küldjék el Asztüokhosz flottaparancsnokot Ióniába Alkibiadész meggyilkolására. Alkibiadész erről titokban értesült, és bár elvileg továbbra is Spárta oldalán vett részt a hadjáratokban, védelmet kért a formálisan spártaiakkal szövetséges Tisszaphernésztől, a kis-ázsiai Lüdia perzsa helytartójától.

### Perzsa szolgálatban

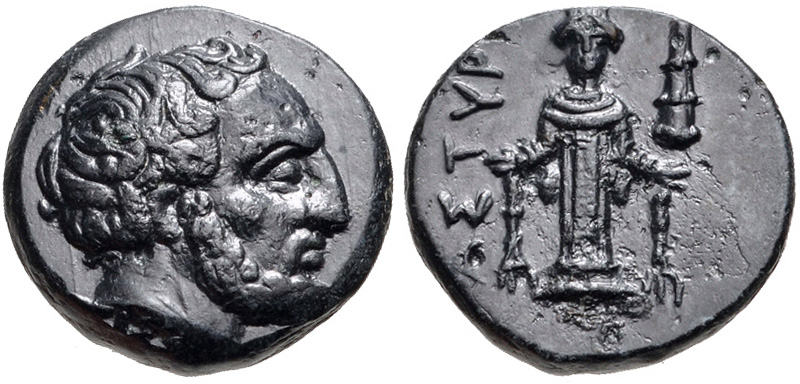
Tisszaphernész által kibocsátott pénzérme

Alkibiadész megnyerő modorával, hízelgéseivel hamarosan Tisszaphernész bizalmába férkőzött, a kormányzó még egyik kertjét is róla nevezte el. Igyekezett rossz színben feltüntetni a spártaiakat, és meggyőzte Tisszaphernészt, hogy azzal jár a legjobban, ha egyik fél sem győz a spártai–athéni konfliktusban, hanem felőrlik egymást és a meggyengült városokat könnyedén elfoglalhatja. Hatására a perzsák csökkentették a spártai flotta pénzbeli támogatását, és a maradékot is csak időnként fizették ki. Lefizették a városok hadvezéreit, hogy információkat szolgáltassanak a perzsáknak, és visszavonták a 150 föníciai hajóból álló flottát, amellyel korábban Spárta ügyét akarták segíteni. Thuküdidész úgy véli, hogy tanácsaival – bár azok tényleg a perzsák érdekeit szolgálták – Alkibiadész csak elő akarta készíteni visszatérését Athénba. Nem ő volt az egyetlen a görög hadvezérek közül, aki a perzsák szolgálatába állt; korábban így tett Themisztoklész, Gongülosz vagy a spártai Démaratosz is. Thuküdidész szerint Alkibiadész magát II. Dareiosz királyt is segítette tanácsaival, vagyis el kellett utaznia a perzsa fővárosba (Szúzába vagy Babilonba).

## Visszatérése Athénba
Alkibiadész úgy vélte, hogy visszatérésének akkor van esélye, ha az egy politikai fordulathoz kapcsolódik, ezért felvette a kapcsolatot a Szamosznál összegyűlt athéni flotta oligarchapárti vezéreivel, és felvetette számukra a lehetőséget, hogy ha Athénban oligarchikus kormányzat jut hatalomra, biztosítani tudja számukra Tisszaphernész barátságát, esetleg pénzét és flottáját is. Egy kivételével valamennyiüket sikerült megnyerni a tervének, de egy Phrünikosz nevű vezér úgy vélte, hogy az egész elképzelés csak Alkibiadész érdekeit szolgálja, ezért felvette a kapcsolatot az ellenséges flotta parancsnokával, és elárulta neki az összeesküvést. A parancsnok azonban továbbította üzenetét Tisszaphernésznek és Alkibiadésznak, így Phrünikosz árulása lelepleződött, és elszigetelődött vezértársai között.
Az összeesküvők egyike, Peiszandrosz elutazott Athénba, hogy előkészítse a politikai fordulatot, és megszerezze az oligarchikus párt és az arisztokrácia támogatását. I. e. 411-ben a párt, az ún. négyszázak egy államcsínnyel megszerezte a hatalmat, és uralomra jutott Athénban. A politikai ellenfeleit zsarnoki módon elnyomó új kormányzat tapogatózni kezdett egy esetleges, Spártával kötendő béke feltételeiről, remélve, hogy az oligarchikus kormány kedvezőbb feltételeket kaphat. Szamoszban azonban az államcsíny elbukott, mert a flotta tengerészei fellázadtak, elkergették a vezéreket és arra készültek, hogy Athén ellen indulnak. Egyik választott vezetőjük, Thraszübulosz rávette őket, hogy hívják vissza, és tegyék vezérükké Alkibiadészt, aki biztosítani tudja számukra a perzsák támogatását.
A felkelők azonnal indulni akartak Pireuszba, hogy elkergessék a zsarnokokat, a sztratégosznak megválasztott Alkibiadész azonban igyekezett lehűteni őket, minden szónoki tehetségét bevetette, hogy elkerülje a polgárháborút, amivel Plutarkhosz szerint megmentette Athént. Azt is mindenki az ő művének tekintette, hogy a perzsa flotta – bár már elindult, de aztán visszafordult – nem segítette a spártaiakat, akik így nem tudták kihasználni az athéniak szorult helyzetét. Nem sokkal ezután a négyszázak uralmát a belső harcok következtében felváltotta egy szélesebb oligarchikus kormányzat, az „ötezrek”, néhány hónappal később pedig visszaállították a korábbi néppárti uralmat.

## Az abüdoszi és a küzikoszi tengeri csata

Az athéniak taktikája a küzikoszi csatában. Alkibiadész egy kisebb rajjal kicsalogatta a spártai flottát, majd a többiek elzárták a visszavonulás útját

Az ötezrek visszahívták Alkibiadészt Athénba, ő azonban nem akarta, hogy úgy tűnjön, a nép kegye által nyerte vissza korábbi helyzetét, hanem előbb dicsőséget akart szerezni a nevének. Míg az athéni flottát Thraszübulosz és Thraszüllosz vezette, ő hátramaradt Szamoszon egy kisebb (18 háromevezősorosból álló) hajórajjal. Sikerült Káriából pénzt szereznie, amivel kifizethette az evezőseit. Ezután a Knidosz és Kósz közötti vizekre hajózott, ahol arról értesült, hogy a teljes spártai flotta Mindarosz vezetésével a Hellészpontosz felé vette az irányt, az athéniak pedig az üldözésükre indultak; így maga is utánuk eredt. I. e. 411 novemberében Abüdosznál érte utol őket, ahol a két hajóhad éppen eldöntetlennek látszó ütközetet vívott egymással. A küzdelem változó szerencsével folyt, és amikor Alkibiadész hajói megjelentek, nem lehetett tudni, ki kapott erősítést. Ő ekkor felhúzatta a vezérhajóra az athéni zászlót, rátámadt a spártaiakra, hajóikat a partig kergette, majd nekik rontott, és összetörte őket. A legénység kiúszott a partra, ahol a perzsa helytartó, Pharnabazosz katonái siettek megmentésükre, és elűzték az athéniakat, akik viszont harminc hajót zsákmányoltak és visszaszerezték a kézitusában elvesztett háromevezősorosaikat.
Röviddel az ütközet után Alkibiadész ajándékokkal megrakodva, nagy kíséret élén felkereste Tisszaphernészt, hogy biztosítsa barátságát. A helytartót a spártaiak korábban bepanaszolták a nagykirálynál és félt, hogy kegyvesztett lesz, ezért letartóztatta Alkibiadészt és Szardeiszben börtönbe vetette. Egy hónap múlva sikerült megszöknie, és lovat szerezve Klazomenaiba menekült, onnan pedig az athéni flotta kikötőjébe hajózott. Itt megtudta, hogy a spártai Mindarosz és a perzsa Pharnabazosz együtt Küzikoszban tartózkodik. Úgy döntött, hogy rájuk támad, és a flottát egyben tartva, nehogy az ellenség túl korán értesüljön közeledtéről, Prokonnészosz szigetére, majd Küzikoszhoz indult. Az athéniaknak szerencséjük volt, mert nagy vihar tört ki, így a sötétség és villámlás leple alatt sikerült meglepetésszerűen elérniük Küzikosz kikötőjét, ahol a spártai flotta a kikötő előtt horgonyzott. Alkibiadész meg akarta akadályozni, hogy a hajók a kikötőben keressenek menedéket, ezért negyven hajóval előrenyomult, és csatára hívta ki őket. A spártaiak rárontottak, de amikor a többi athéni hajó is beavatkozott a harcba, visszavonultak. Az athéniak őket követve betörtek a kikötőbe, partra szálltak, és lemészárolták a menekülő spártai legénységet. Mindarosz és Pharnabazosz a segítségükre siettek, de már későn. Mindarosz harc közben elesett, Pharnabazosz elmenekült. Az athéniak elfoglalták a várost, és a teljes spártai flotta a kezükre került. A csata után sikerült elfogniuk Mindarosz helyettesének Spártába küldött jelentését: „Hajóink elvesztek. Mindarosz halott. Embereink éheznek. Nem tudjuk, mitévők legyünk.” Spárta ezután békét kért, de az athéniak nem fogadták el feltételeiket.

### További katonai sikerek
Ezt követően i. e. 409-ben Alkibiadész és Thraszübulosz ostrom alá vette a Hellészpontosznál fekvő Khalkédónt, amely felmondta az athéni szövetséget, és spártai helyőrséget fogadott be. Tengerig érő sánccal vették körbe a várost, amikor odaért Pharnabazosz felmentő serege, és egyidejűleg a spártaiak is kitörtek. Az athéniak egyszerre vették fel velük a harcot, a perzsa szatrapát megfutamították, a spártai vezért, Hippokratészt pedig megölték. Khalkédón ezután már hajlandó volt tárgyalni. Hadisarcért cserébe fegyverszünetet kötöttek Pharnabazosszal, de mivel a katonák és evezősök még így sem kapták meg a bérüket, Alkibiadész végigsarcolta a Kherszonészosz-félsziget városait, Szelümbriát pedig ostrom alá vette. A város Athén-párti lakosai éjszaka beengedték a kapun, így sikerült elfoglalnia; nem fosztotta ki azonban, hanem csak sarcot vetett ki a városra és helyőrséget helyezett el benne.
Ezután csatlakozott a Büzantiont ostromló Théramenészhez és Thraszülloszhoz. A lakosok egy része hajlandó lett volna feladni a várost, ha hasonló feltételeket kapnak, mint a szelümbriaiak. Alkibiadész ekkor látványosan elhajózott flottájával, kijelentve, hogy egy ióniai felkelést kell elfojtania, majd titokban visszatért, hoplitákat küldött a falakhoz és hajóval megtámadta a kikötőt. A meglepetésszerű támadás nagy zűrzavart keltett; eközben az Athén-pártiak kinyitották a kapukat a hoplitáknak. A spártai helyőrség, a boiótiaiak és a megaraiak így is keményen ellenálltak, de az athéniak a városlakók segítségével végül legyőzték őket és háromszáz foglyot ejtettek.

### Hazatérése

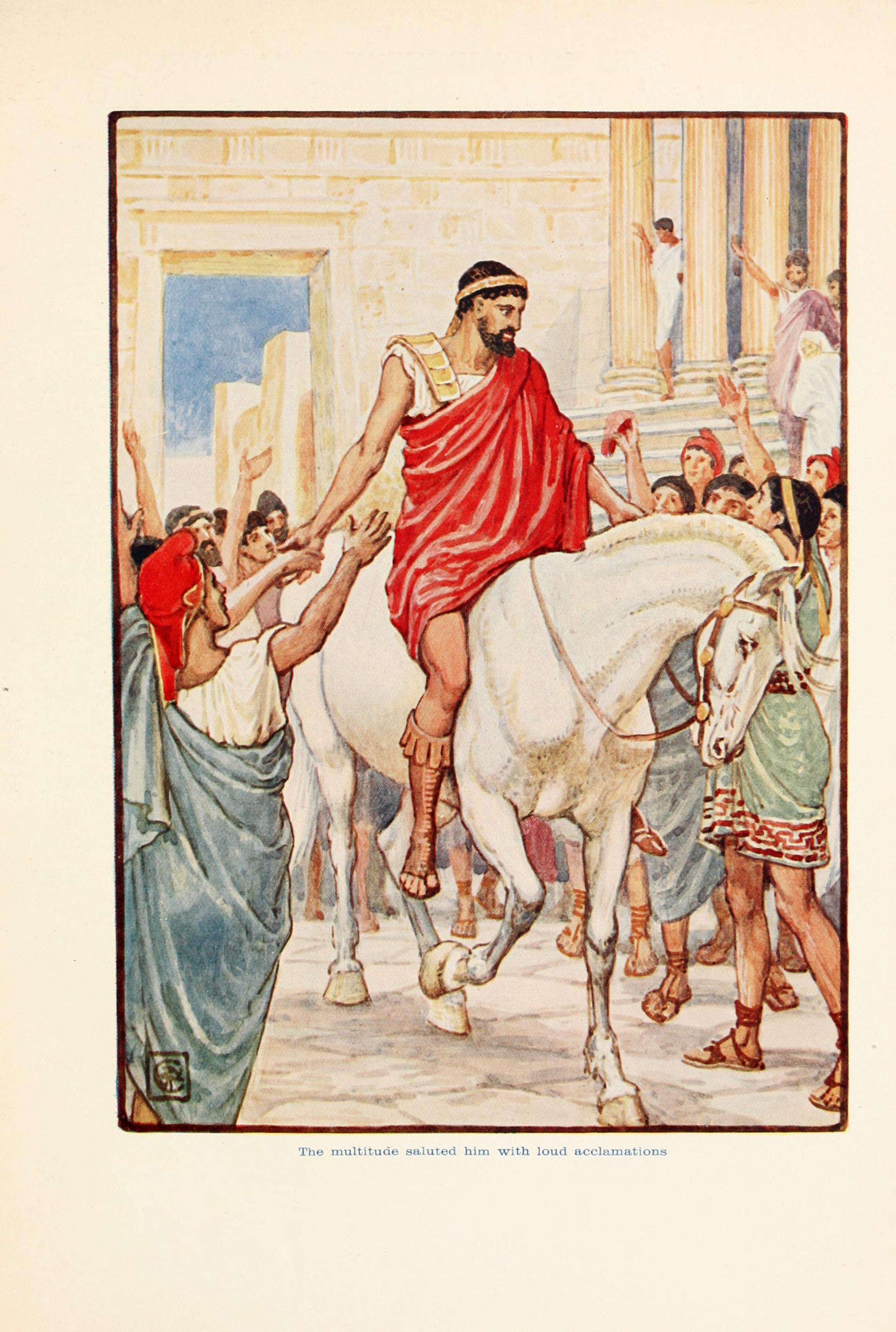
Alkibiadész visszatérése Athénba

I. e. 407 tavaszán Alkibiadész végre elérkezettnek látta az időt, hogy visszatérjen Athénba. Mivel azonban ítéletét formálisan nem vonták vissza, és tudatában volt annak, hogy Spárta szolgálatában nagy károkat okozott a városnak, igen óvatosan járt el. Előbb Szamoszra ment, ahonnan húszhajós flottával a Keramoszi-öbölbe hajózott és összegyűjtött száz talentumot. Ezután Gütheionban látszólag a spártaiak tevékenysége iránt érdeklődött, de felmérte az athéniak hangulatát is. Ezt kedvezőnek találta, így hadizsákmánnyal, ellenséges pajzsokkal megrakott hajóival Pireuszba indult, és magával vitte a zsákmányolt hajókat (ezek száma az elsüllyesztett ellenséges hajók orrdíszeivel együtt meghaladta a kétszázat). A kikötőben nagy tömeg fogadta, de Alkibiadész aggódott, és a fedélzeten várakozott, amíg meg nem látta a parton unokafivérét, Eurüptolemoszt barátaival és rokonaival együtt. Amikor partra szállt, az athéniak a többi hadvezérre ügyet sem vetve mind hozzárohantak, körülvették, a nevét kiáltozták, és babérkoszorút tettek a fejére. A népgyűlésen aranykoszorúval tüntették ki, és a nép teljhatalmú hadvezérré (sztratégosz autokratórrá) kiáltotta ki. Határozatban mondták ki elkobzott vagyonának visszaszolgáltatását és a papi átok visszavonását. Többen azonban aggályosnak vélték hazatérése időpontját, ugyanis Athéné Polüntéria nevű ünnepén érkezett, amikor leszedik az istennő szobrának díszes öltözetét, és a ruhátlan szobrot letakarják; az athéniak ezt az ünnepet tartották az év legbaljóslatúbb napjának, amikor semmilyen vállalkozásba nem kezdtek.
Népszerűségét csak fokozta az eleusziszi misztériumokon való részvétel. Amióta a spártaiak (egyébként Alkibiadész javaslatára) erőddé építették ki Dekeleiát, ők ellenőrizték az Eleusziszba vezető utat, így az Iakkhosz szobrát kísérő athéni küldöttség kénytelen lett volna hajóval utazni, amellyel megszegte volna a vallási ünnepség hagyományait. Alkibiadész katonai kíséretet adott melléjük, és szinte kihívta az ellenséget a támadásra, de a spártaiak nem ültek fel a provokációnak, és a papok épségben eljutottak Eleusziszba. Ezek után sokan már legyőzhetetlennek tekintették Alkibiadészt, és hívei arra biztatták, hogy vegye át a hatalmat és legyen Athén türannosza. A város befolyásos polgárai is tartottak ettől, ezért inkább mielőbb megszavaztak neki mindent a következő hadjáratára, hogy siettessék távozását.

## A notioni vereség
I. e. 406-ban Alkibiadész száz háromevezősoros hajóval és 1500 hoplitával hajózott ki. Először megpróbálta elfoglalni Androsz szigetét, csatában le is győzte a szigetlakókat és a spártai helyőrséget, de a várost nem foglalta el. Ezután Szamoszra, majd Notion városához hajózott, ahol közelebb volt az Epheszoszban állomásozó spártaiakhoz. Ekkorra Tisszaphernész szatrapát Ifjabb Kürosz, II. Dareiosz fia váltotta fel, aki a spártaiakat támogatta. Spárta így harmadannyival többet tudott fizetni tengerészeinek, amivel kezdte elcsábítani az athéniak hajósait is. Emellett Mindaroszt a tehetséges Lüszandrosz váltotta a spártai flotta élén, amely így ismét méltó kihívójává vált az athéniaknak. Alkibiadész ezért egy kisebb hajórajjal elindult, hogy pénzt hajtson fel tengerészei zsoldjára és hogy segítse Thraszübuloszt Phókaia ostromában. Maradék 80 hajóját Antiokhoszra bízta, hogy tartsa szemmel a spártaiakat, de a lelkére kötötte, hogy ne bocsátkozzék harcba. Antiokhosz megpróbálta a küzikoszi taktikát használni, és néhány hajót csalétekként használva, Notionnál meglepni a spártaiakat. Lüszandrosz azonban dezertőröktől tudta, hogy a közelben van Athén fő hajóhada, és fel tudott készülni. Antiokhosz hajóját elsüllyesztették, ő maga elesett, majd rátámadtak a felkészületlen athéni flottára és 21 hajót elfogva vagy elsüllyesztve szétszórták őket. Amikor Alkibiadész visszatért, megpróbálta újabb csatára csábítani Lüszandroszt, de az elégedett volt győzelmével, és nem jött elő Epheszosz kikötőjéből.
Az athéni közvélemény Alkibiadészt tette felelőssé a fiaskóért. Ellenségei azzal vádolták, hogy felelőtlenül, barátainak kedvezve osztogatta a parancsnoki pozíciókat, nem tekintve katonai alkalmasságukat. Megfosztották sztratégoszi pozíciójától. Alkibiadész elhagyta az athéni tábort, és a trákiai Kherszonészosz-félszigeten vásárolt megerődített birtokára távozott, ahol zsoldosokat toborzott, és a görög telepeseket zaklató trák törzsek ellen harcolt. Rajta kívül barátait (Thraszübuloszt, Theramenészt és Kritiaszt) is leváltották, így az athéni flotta elvesztette legtapasztaltabb, legjobb vezetőit.

### Halála

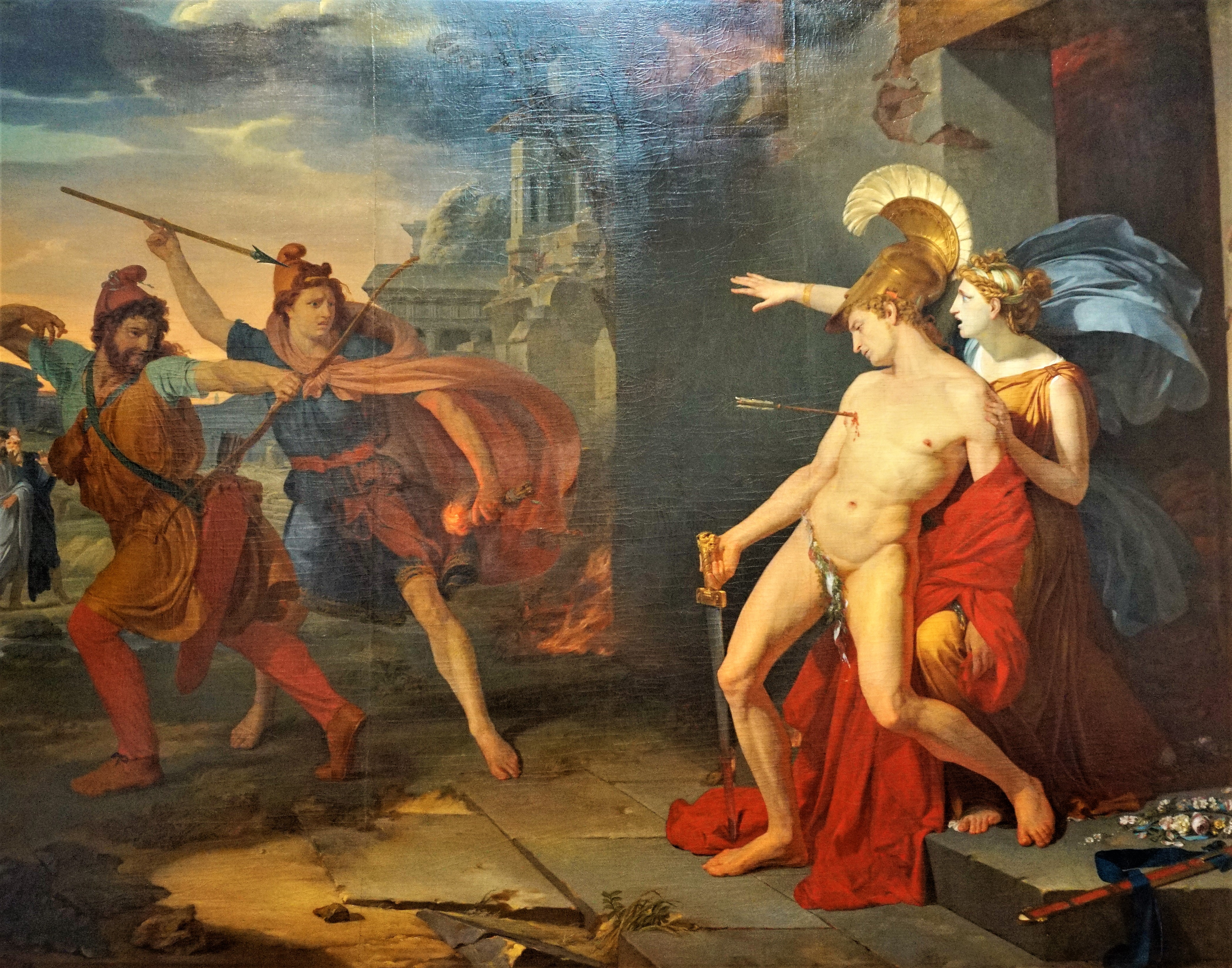
Alkibiadész halála (Philippe Chéry képe, 1791)

I. e. 405-ben a teljes athéni flotta a spártaiakat üldözve a Kherszonészosz-félszigetnél, Aigoszpotamoinál horgonyzott, és rendszeres kihívásokat intézett a Lampszakosz kikötőjébe húzódott Lüszandroszhoz. A közelben tartózkodó Alkibiadész figyelmeztette őket, hogy stratégiailag igen kedvezőtlen a helyzetük és javasolta, hogy menjenek át Szésztoszba. A vezérek azonban nem törődtek vele, és figyelmeztették, hogy többé ne menjen a táboruk közelébe. Néhány nappal később Lüszandrosz Aigoszpotamoinál váratlanul rajtuk ütött, és nyolc kivételével valamennyi athéni hajó a kezére került, fogságba esett legénységüket pedig legyilkoltatta. Hadiflottája nélkül Athén teljesen tehetetlenné vált, Spárta ostrom alá vette, és az éhező város hamarosan megadta magát.
Az egész Görögországra rátelepedő spártai fölény elől Alkibiadész i. e. 404-ben perzsa területre menekült. Kincsei egy részével Bithüniába vonult, de amikor az ottani trákok kirabolták, Pharnabazosz phrügiai szatrapától kért menedéket. Spárta azonban úgy vélte, hogy amíg ő él, az athéniak nem fognak belenyugodni a rájuk kényszerített békefeltételekbe és a harminc zsarnok uralmába, ezért titkos parancsot küldtek Lüszandrosznak Alkibiadész meggyilkolására. Lüszandrosz továbbította Pharnabazosznak a kérést, a helytartó pedig testvérét, Magaioszt és nagybátyját, Szuszamithrészt bízta meg a feladattal. Alkibiadész ekkor egy phrügiai faluban élt egy Timandra nevű hetérával. Az ellene küldött katonák körbevették a házát, majd felgyújtották. Alkibiadész jobbjában kardjával, köpenyét bal karjára tekerve kirontott a házból, mire a katonák nyilakkal és rádobott lándzsákkal megölték. Timandra a gyilkosok távozása után méltó temetést rendezett neki.
Egy másik verzió szerint nem a spártaiak akarták a halálát, hanem Alkibiadész elcsábított egy előkelő phrügiai nőt, és vele élt együtt, a gyilkosságot pedig a rokonai követték el a fentebbi módon.

## Megítélése

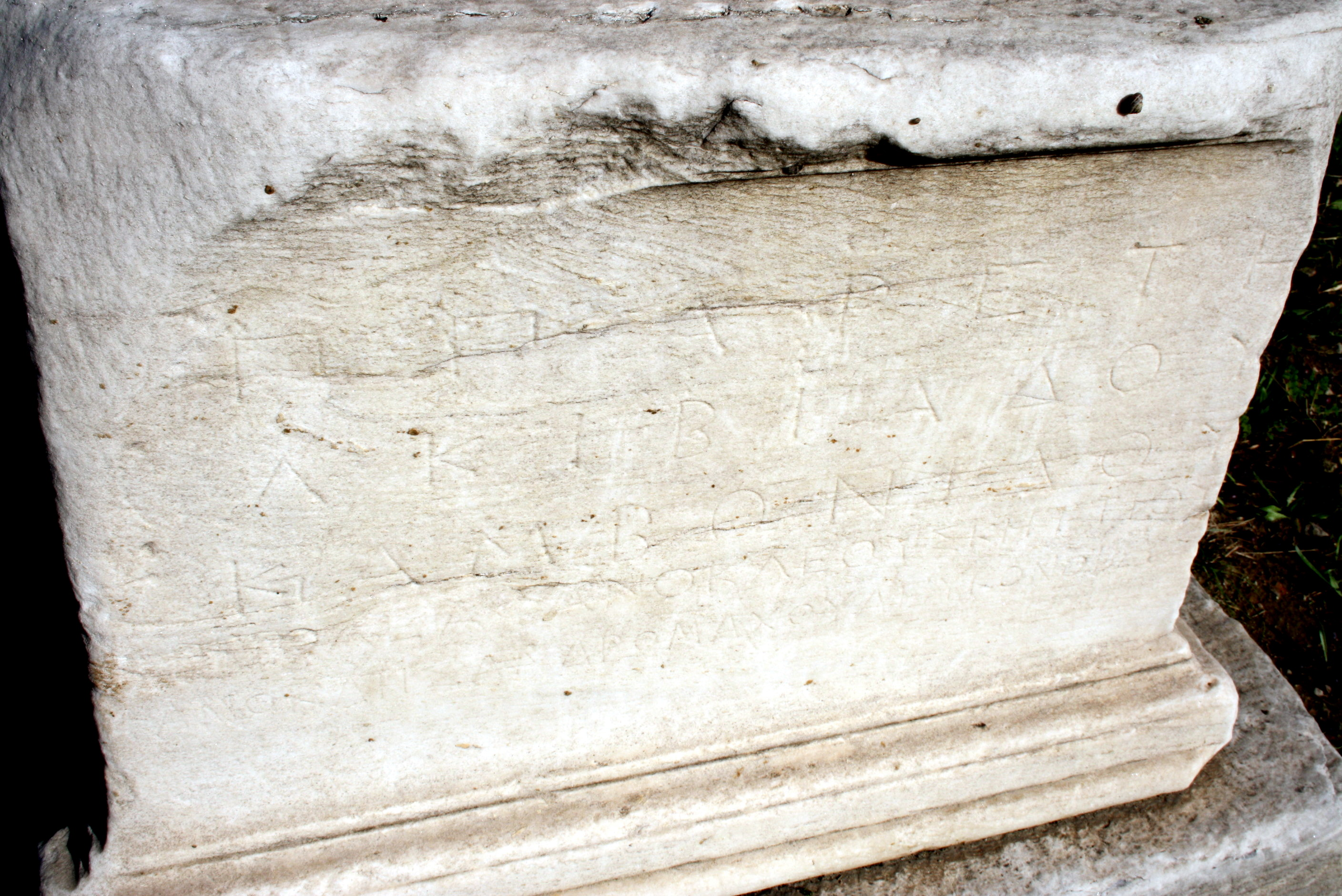
Alkibiadész lányának, Ippareteának sírköve az athéni Kerameikosz temetőben

### Politikai pályafutása

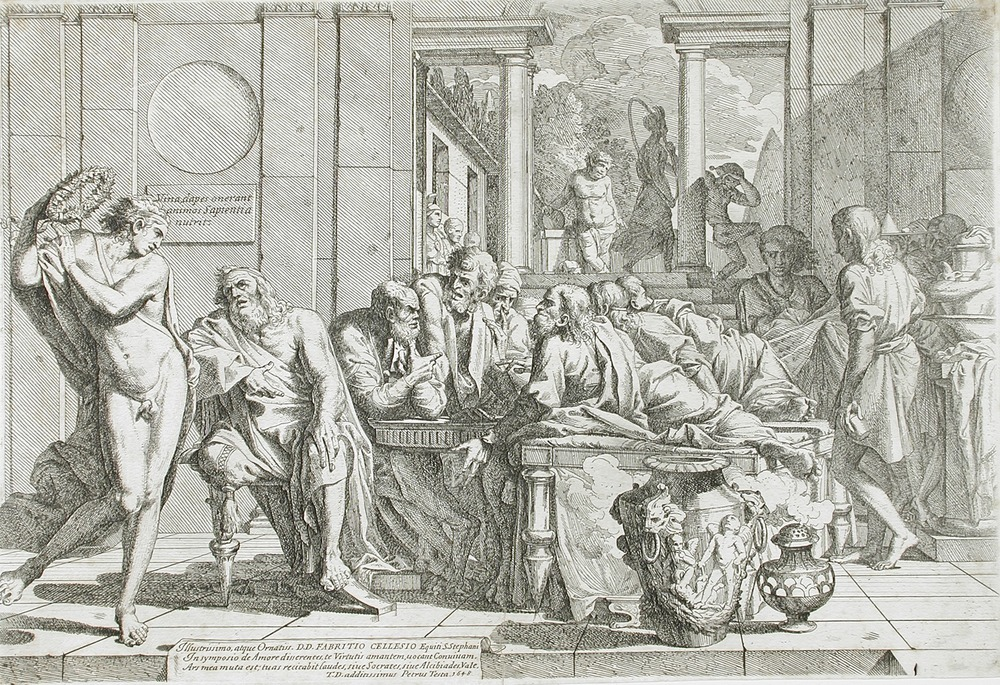
A részeg Alkibiadész megzavarja a szümposziont (Pietro Testa metszete, 1648)

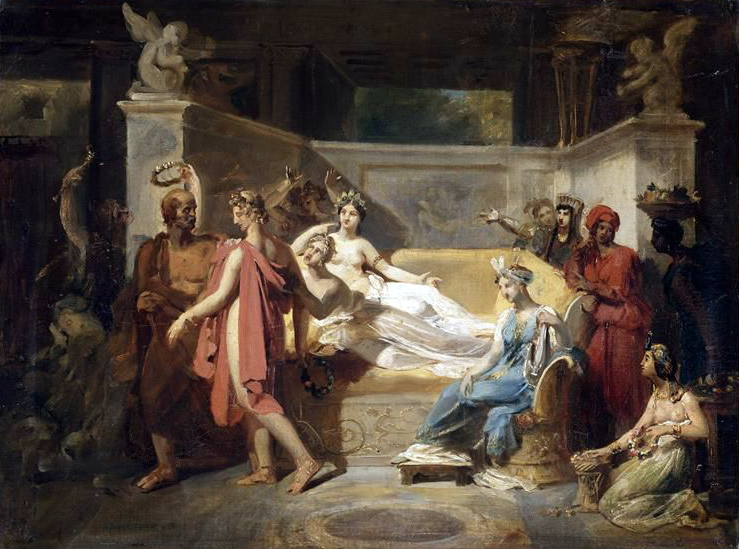
Alkibiadész és a kurtizánok (Félix Auvray képe, 1833)

Alkibiadész alakja már az ókori görögök számára is ellentmondásos volt. Thuküdidész szerint „rendkívül becsvágyó” volt és azért javasolta a szicíliai kalandot, hogy „gazdagságot és hírnevet szerezzen sikerei révén”. Ő azonban nem tartotta felelősnek Alkibiadészt Athén bukásáért, mert az athéniak szokásaikkal már jóval előtte tönkretették a várost. Plutarkhosz azt írta róla, hogy „különösen lelkiismeretlen ember volt, s hozzá még közönyös is, amikor a becsületről volt szó”. Másrészt viszont Diodórosz nagyszerű léleknek tartotta, aki készen állt a nagyszabású vállalkozásokra. Xenophón inkább az államnak tett szolgálatait hangsúlyozta és nem a hazájának okozott károkat. Démoszthenész megvédte Alkibiadész eredményeit, hangsúlyozva hogy a demokrácia védelmében ragadott fegyvert és hazafiságát nem pénzzel vagy szónoklatokkal fejezte ki, hanem testi épségének kockáztatásával. Démoszthenész és hívei Alkibiadészt Athén aranykorának tipikus „nagy emberének” tartották. Iszokratész egyik beszédében (amelyet Alkibiadész fia mondott el) úgy vélte, hogy az athéniaknak hálásnak kellene lenniük Alkibiadész szolgálataiért. Lüsziasz viszont úgy látta, hogy Athén lakói ellenségüknek kell hogy tartsák őt, mert jól látható, hogy barátai segítségét többnyire sérelemmel fizette vissza. Arisztotelész nem vette fel őt a legjobb athéni politikusok listájára Az athéni államban, a Második Analitikában pedig szerinte az Alkibiadészhez hasonló büszke ember tulajdonságai az egykedvűség az élet viszontagságai iránt és a türelmetlenség a becstelenséggel szemben. Andokidész szerint ahelyett, hogy alkalmazkodott volna az állam törvényeihez, Alkibiadész azt várta el, hogy mások alkalmazkodjanak hozzá. Cornelius Nepos úgy vélte, hogy Alkibiadész minden athénit túlszárnyalt kiválóságban és életmódjának nagyszerűségével.
Karaktere a mai történészeket is megosztja. Egyesek szerint opportunista politikus és ravasz szerencsevadász volt. Mások első osztályú diplomataként írják le, akinek erkölcsi érzéke nem tudta ellensúlyozni képességeit és demagógiára fogékony környezetben kellett érvényesülnie. Megint mások elismerik Themisztoklészéhez hasonlítható „szellemi erényeit”, de arra a következtetésre jutnak, hogy tehetsége ellenére árulóvá, arcátlan és istentelen emberré vált, akinek saját érvelései cáfolják azt az egyesek által ma is tartott nézetet, hogy nagy államférfi lett volna.

### Hadvezéri eredményei

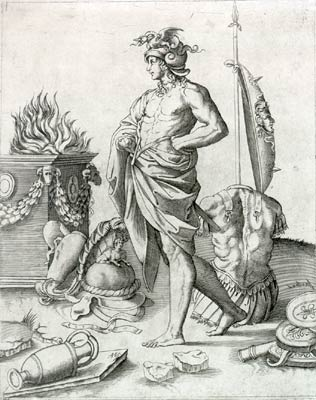
Alkibiadész (Agostino Veneziano metszete, 16. század első fele)

Az Alkibiadésszal egyébként kritikus Thuküdidész elismerte, hogy vezérségénél szinte nem is kívánhatnak jobbat. Diodórosz és Démoszthenész egyaránt nagy hadvezérnek tartotta. Némely modern tudós szerint Alkibiadész legyőzhetetlen volt és ahová csak ment, győzelem járt a nyomában; ha ő vezette volna a szicíliai hadjáratot, az athéniak diadalmaskodtak volna és Aigoszpotamoinál is győzhettek volna, ha követik a tanácsát. Van, aki úgy véli, hogy az általa ösztönzött szicíliai kaland stratégiai szempontból eleve nagy hiba volt, amely elképesztő módon alábecsülte az ellenfelet. Mások szerint viszont Athén már régóta tervezte szicíliai befolyásának erősítését és az akció teljesen racionális stratégiai döntésen alapult, amely megfelelt az aktuális politikai irányvonalaknak.
A spártaiakkal szemben jó eredményeket ért el, de nem volt katonai zseni és magabiztossága, ambíciója meghaladta képességeit. Notionnál komoly hibát követett el azzal, hogy tapasztalatlan vezetőre bízta a flottát, a küzikoszi siker pedig legalább annyira köszönhető Thraszübulosznak, mint neki. Legnagyobb balszerencséje azonban az athéniak túlzott elvárásai voltak vele és képességeivel szemben.

### Szónoki képességei
Plutarkhosz szerint Alkibiadész „igen hatásos szónok volt”, „…szókincse viszont nem volt túlságosan gazdag, gyakran megakadt, vagy éppen meg is állt beszéd közben. Ilyenkor összeszedte gondolatait, és csak aztán folytatta a beszédet nagy körültekintéssel”. Theophrasztosz úgy vélte, hogy „kortársainál nagyobb mértékben rendelkezett azzal a képességgel, hogy megtalálja és kigondolja, ami kellett”. Eupolisz azt írta róla, hogy magánbeszélgetésekben jóval ékesszólóbb volt, mint a népgyűlés előtti szónoklatokban; Démoszthenész pedig azt tartotta róla, hogy „kora legkiválóbb szónoka volt”. Arisztophanész pedig Békák c. komédiájában azt írta, hogy Athén „vágyik utána és gyűlöli is, de visszakívánja”.

## Alakja a művészetekben
Alkibiadész számos ókori szerző művében szerepel, többen kiemelik azt a történetet, miszerint a szicíliai expedíció alatt vízbe fojtatta (vagy mások szerint megmártatta) Eupolisz költőt, aki korábban támadta őt verseiben és kigúnyolta raccsolását. Több filozófus Szókratész-dialógusában is szerepel, mint Platón esetében a Lakomában, a Pótagoraszban, az Első és a Második Alkibiadészban; de írt róla Aiszkhinész Szókratikosz és Antiszthenész is. Utóbbi feltehetően személyes találkozás alapján ábrázolta Alkibiadész különleges fizikai erejét, bátorságát és szépségét, mondván „ha Akhillész nem így nézett ki, nem lehetett túlzottan jóképű”. A platóni Szókratész védőbeszéde szerint bírái előtt Szókratésznak el kellett hárítania, hogy őt tegyék felelőssé tanítványai (köztük Alkibiadész) bűneiért. Ezért jelentette ki, hogy „Tanítója soha senkinek nem voltam”.
A későbbi évszázadok során Alkibiadész alakja számos művészt inspirált a középkori, reneszánsz és modern irodalomban és képzőművészetben egyaránt.
Alkibiadész megjelenik a 2018-ban kiadott Assassin’s Creed Odyssey című videojátékban, ahol kicsapongó aranyifjúként, valamint gátlástalan, eszközökben nem válogató politikusként ábrázolják.

### Elsődleges források
- Andocides, Against Alcibiades. Perseus program
- Aristophanes, The Frogs
- Aristophanes, The Wasps Perseus program
- Aristotle, Athenian Constitution
- Aristotle, History of Animals
- Aristotle, Posterior Analytics
- Cornelius Nepos, Lives of the Eminent Commanders
- Demosthenes, Against Meidias Perseus program
- Diodorus Siculus, Library Perseus program.
- Isocrates, Busiris. Perseus program
- Isocrates, Concerning the Team of Horses Perseus program
- Lysias, The Orations of Lysias
- Lysias, Against Alcibiades 2 Perseus program
- Plato, Alcibiades. Perseus program
- Plato, Apology
- Plato, Symposium
- Plutarch, Lives
- Thucydides, History of the Peloponnesian War Perseus program.
- Xenophon, Hellenica

### Másodlagos források
- Alcibiades, Encyclopædia Britannica (2005)
- Alcibiades, Encyclopaedia of Ancient Greece. Routledge (UK) (2002). ISBN 978-0-415-97334-2
- Alcibiades, Encyclopaedic Dictionary The Helios (1952) In Greek.
- Andrewes, A.. The Spartan Resurgence, The Cambridge Ancient History edited by David M. Lewis, John Boardman, J.K. Davies, M. Ostwald (Volume V). Cambridge University Press (1992). ISBN 978-0-521-23347-7
- Buck, R.J.. Thrasybulus and the Athenian Democracy: the Life of an Athenian Statesman. Stuttgart: Franz Steiner Verlag (1998). ISBN 978-3-515-07221-2
- Buckley, Terry. Aspects of Greek History 750–323 BC. Routledge (UK) (1996). ISBN 978-0-415-09957-8
- Cartwright David, Warner Rex. A Historical Commentary on Thucydides: A Companion to Rex Warner's Penguin Translation. University of Michigan Press (1997). ISBN 978-0-472-08419-7
- Cawkwell, George. Thucydides and the Peloponnesian War. Routledge (UK) (1997). ISBN 978-0-415-16552-5
- Corrigan, Elena. Alcibiades and the Conclusion of the Symposium, Plato's Dialectic at Play. Penn State Press (2004). ISBN 978-0-271-02462-2
- Cox, C.A.. What Was an Oikos?, Household Interests. Princeton University Press (1997). ISBN 978-0-691-01572-9
- Denyer, Nicolas. Alcibiades (commentary). Cambridge University Press (2001). ISBN 978-0-521-63414-4
- Due, Bodil. The Return of Alcibiades in Xenophon's Hellenica, 39–54. o. (1991). ISBN 978-0-521-38867-2. Hozzáférés ideje: 2006. szeptember 23.
- Ellis, Walter M.. Alcibiades. Routledge (1989). ISBN 978-0-415-00994-2
- Gomme, A.W.. An Historical Commentary on Thucydides (I–V). Oxford University Press (1945–81). ISBN 978-0-19-814198-3
- Gribble, David. Alcibiades and Athens: A Study in Literary Presentation. Oxford University Press (1999). ISBN 978-0-19-815267-5
- Habinek, Thomas N.. Ancient Rhetoric and Oratory. Blackwell Publishing (2004). ISBN 978-0-631-23515-6
- Hatzfeld, Jean. Alcibiade (in French). Presses Universitaires de France (1951)
- Kagan, Donald. The Fall of the Athenian Empire. Cornell University Press (1991). ISBN 978-0-8014-9984-5
- Kagan, Donald. The Peloponnesian War. Viking Penguin (Penguin Group) (2003). ISBN 978-0-670-03211-2
- Kahn, C..szerk.: Paul A. Vander Waerdt: Aeschines on Socratic Eros, The Socratic Movement. Cornell University Press (1994). ISBN 978-0-8014-9903-6
- Kern, Paul Bentley. Treatment of Captured Cities, Ancient Siege Warfare. Indiana University Press (1999). ISBN 978-0-253-33546-3
- Lee Too, Yun. The Politics of Discipleship, The Rhetoric of Identity in Isocrates. Cambridge University Press (1995). ISBN 978-0-521-47406-1
- Littman, Robert J. (1968). „The Strategy of the Battle of Cyzicus”. Transactions and Proceedings of the American Philological Association 99, 265–72. o. DOI:10.2307/2935846. JSTOR 2935846.
- McCann David, Strauss Barry. War and Democracy: A Comparative Study of the Korean War and the Peloponnesian War. M.E. Sharpe (2001). ISBN 978-0-7656-0695-2
- McGregor, Malcolm F. (1965). „The Genius of Alkibiades”. Phoenix 19 (1), 27–50. o. DOI:10.2307/1086688. JSTOR 1086688.
- Paparrigopoulos, Konstantinos (-Pavlos Karolidis) (1925), History of the Hellenic Nation (Volume Ab). Eleftheroudakis (in Greek).
- Peck, Harry Thurston. Harper's Dictionary Of Classical Literature And Antiquities (1898)
- Perrin, Bernadotte (1906). „The Death of Alcibiades”. Transactions and Proceedings of the American Philological Association 37, 25–37. o. DOI:10.2307/282699. JSTOR 282699.
- Platias Athanasios G., Koliopoulos Constantinos. Thucydides on Strategy. Eurasia Publications (2006). ISBN 978-960-8187-16-0
- Press, Sharon (1991). „Was Alcibiades a Good General?”. Brown Classical Journal 7.
- Price, Simon. Religious Places, Religions of the Ancient Greeks. Cambridge University Press (1999). ISBN 978-0-521-38867-2
- Rhodes, P.J.. A History of the Classical Greek World. Blackwell Publishing (2005). ISBN 978-0-631-22564-5
- Rhodes, P.J.. Alcibiades: Athenian Playboy, General and Traitor. Pen and Sword Military Books (2011). ISBN 978-1-84884-069-0
- Sealey, Raphael. The Peloponnesian War, A History of the Greek City States, 700–338 BC. University of California Press (1976). ISBN 978-0-520-03177-7
- Scott, Gary Alan. Socrates and Teaching, Plato's Socrates as Educator. SUNY Press (2000). ISBN 978-0-7914-4723-9
- Smith, Willian. A New Classical Dictionary of Greek and Roman Biography, Mythology and Geography. Harper & brothers (1851)
- Smith, William. Dictionary of Greek and Roman biography and mythology. London: James Walton (1870)
- Strauss, Leo. The City and Man. University of Chicago Press (1978). ISBN 978-0-226-77701-6
- Sykoutris, Ioannis. Symposium (Introduction and Comments). Estia (1934) In Greek.
- Vlachos, Angelos (1974). Thucydides' Bias. Estia (in Greek).
- Wolpert, Andrew. Remembering Defeat: Civil War and Civic Memory in Ancient Athens. Johns Hopkins University Press (2002). ISBN 978-0-8018-6790-3

## Fordítás
- Ez a szócikk részben vagy egészben  az   Alcibiades című angol Wikipédia-szócikk ezen változatának fordításán alapul.  Az eredeti cikk szerkesztőit annak laptörténete sorolja fel. Ez a jelzés csupán a megfogalmazás eredetét és a szerzői jogokat jelzi, nem szolgál a cikkben szereplő információk forrásmegjelöléseként.